# Plumularia camarata
Plumularia camarata är en nässeldjursart som beskrevs av Nutting 1927. Plumularia camarata ingår i släktet Plumularia och familjen Plumulariidae. Inga underarter finns listade i Catalogue of Life.